# 挪威浪漫民族主义
挪威浪漫民族主義（挪威語：Nasjonalromantikken）是1840年至1867年間挪威的一場藝術、文學和流行文化運動，強調挪威自然美學和挪威民族認同的獨特性，是挪威大量研究和辯論的主題，其特點是懷舊。

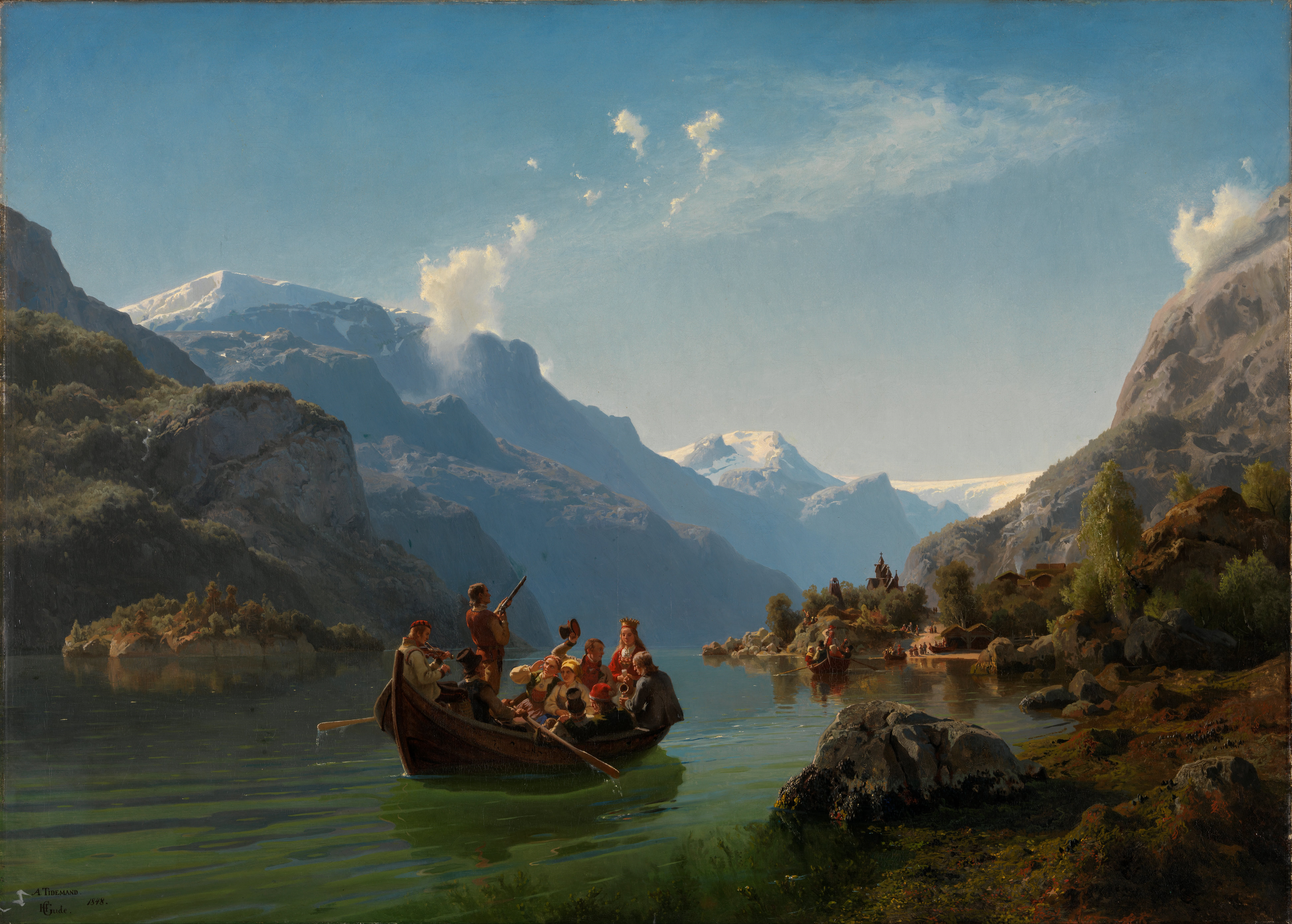
Brudeferden I Hardanger（哈當厄爾的新娘派對），挪威浪漫民族主義中的不朽作品。由Hans Gude和Adolph Tidemand繪製。

## 历史
挪威浪漫民族主義的背景和影響源於当时歷史和政治局勢。黑死病之後，挪威變得依賴於丹麥，哥本哈根在丹麥-挪威联盟中成為兩國的首都。隨後，出现從挪威到丹麥的人才外流，他們在哥本哈根學習並成為丹麥的知識分子和文化偶像，最著名的是路維·郝爾拜。挪威知识分子在農村的農民和農民中發現了唯一獨特的挪威文化。挪威於1814年獲得了部分獨立。
對於挪威人來說，1814年重申了他們的政治抱負，挪威人的獨特身份問題變得很重要。隨著城市文化在農村地區也日益突出，挪威農村豐富的文化遺產受到威脅。因此，許多人開始收集具有鮮明挪威文化特色的文物，希望藉此保留和促進挪威的認同感。